# 奥尔巴堡
奥尔巴堡（義大利語：Castelletto d'Orba）是意大利亚历山德里亚省的一个市镇。总面积14.25平方公里，人口2093人，人口密度146.9人/平方公里（2009年）。ISTAT代码为006049。